# برایان ۲۶۸۳
سیارک ۲۶۸۳ (به انگلیسی: 2683 Brian، نامگذاری:1981AD1) دو هزار و ششصد و هشتاد و سومین سیارک کشف شده‌است که در ۱۰ ژانویه ۱۹۸۱ کشف شد.
قدر مطلق سیارک برابر ۱۱٫۸۰ است.